# Zarià (Ventsi)
|  | Per a altres significats, vegeu «Zarià». |

Zarià - Заря (rus) és un possiólok, un poble, del krai de Krasnodar, a Rússia. Es troba a la vora de l'Smóilova Balka, un afluent del riu Kuban, a 11 km a l'est de Gulkévitxi i a 148 km a l'est de Krasnodar, la capital.
Pertany al municipi de Ventsi.